# Грачёв, Игорь Вадимович
Игорь Вадимович (Владимирович) Грачёв (Пустой шаблон {{ВД-Преамбула}} ) — советский и российский хоккеист, защитник.

## Биография
Воспитанник воскресенского «Химика», дебютировал за команду 16 декабря 1991 года, проведя единственный матч в сезоне — в гостях против «Торпедо» Усть-Каменогорск в высшей лиге (5:7). Играл за «Буран» Воронеж (1992/93 — 1994/95), «Химик» (1994/95), «Липецк» и «Вятич» Тверь (1995/96), «Авангард» Тамбов (1996/97), «Кристалл» и «Кристалл-2» (Электросталь, 1996/97 — 1997/98), «Химик» Воскресенск (1998/99 — 2000/01), «Химик-2» Воскресенск и «Мотор» Заволжье (2001/02), «Капитан» Ступино (ВЕХЛ, 2002/03), ТХК Тверь (2002/03 — 2003/04), «Рязань» (2004/05 — 2005/06).